# Byron Stevenson
Byron Stevenson (Llanelli, 7 settembre 1956 – 6 settembre 2007) è stato un calciatore gallese, di ruolo difensore e centrocampista.

## Biografia
Ha giocato per sei stagioni con il Leeds United e per quattro nel Birmingham City, prima di chiudere la carriera nel Bristol Rovers nel 1986.
Ha disputato anche 15 presenze con la Nazionale del Galles, fra il 1978 e il 1982.
Si è spento il 6 settembre 2007, il giorno prima di compiere 51 anni.